# Barnstormer
Barnstormer ou The Barnstormer featuring Goofy as the Great Goofini (anciennement The Barnstormer at Goofy's Wiseacre Farm) est un parcours de montagnes russes de type junior du parc Magic Kingdom, situé à Orlando, aux États-Unis. L'attraction, située à Fantasyland dans une zone appelée Storybook Circus depuis 2012, est basée sur le personnage de Dingo en tant que le grand Goofini. Anciennement, cette attraction était située à Mickey's Toontown Fair, zone du parc aujourd'hui disparue pour laisser place à l'expansion de Fantasyland. Le nom de l'attraction provient des exercices aériens du début du XXe siècle pratiqués dans les fermes, parfois destructeurs (pour les fermes ou les maisons) et immortalisés dans les dessins animés des années 1930 à 1940.
Les visiteurs embarquent dans des avions dignes des dessins animés de Dingo. Le décor alentour comprenait des éléments rappelant les dessins animés de Disney des années 1920, mais aujourd'hui, l'attraction s'intègre dans la zone Storybook Circus et la décoration de l'attraction a été modifiée. Les trains, anciennement bleus, ont été repeints en rouge. On peut remarquer la ferme de Dingo.

## Les attractions
Barnstormer est un type particulier d'attraction qui a été réutilisé dans les autres parcs Disney sous d'autres thèmes avec bien sûr d'autres noms :
- Disneyland et Tokyo Disneyland
  - Gadget's Go Coaster
- Tokyo DisneySea
  - Flounder's Flying Fish Coaster

### Magic Kingdom
- Ouverture : 1er octobre 1996
- Conception : Walt Disney Imagineering, Vekoma
- Modèle: Vekoma Junior Coaster
- Longueur: 207 m
- Les trains :
  - Nombre : 2
  - Capacité : 16 personnes
  - Nombre de voitures : 8
  - Capacité des voitures : 2 par rangée
  - Thème : avion miniature de type cartoon
- Taille requise pour l'accès : 89 cm.
- Durée : 1 min 30 s
- Type d'attraction : Montagnes russes junior
- Situation : 28° 25′ 14″ N, 81° 34′ 42″ O
- Attractions précédentes :
  - Grandma Duck's Farm une ferme d'animaux domestiques.
  - The Barnstormer at Goofy's Wiseacre Farm, ancien thème de l'attraction, alors située à Mickey's Toontown Fair

Les poulets audio-animatronics de la file d'attente ont été récupérés dans l'attraction World of Motion d'Epcot lors de sa fermeture en 1996.